# San-X
San-X（San Ekkusu），是一個創立於1932年的文具企業，該企業以創造和行銷可爱卡通形象為人所熟知。 該企業曾創造如、趴趴熊（趴地熊）、角落小夥伴、烤焦麵包等各具特色的擬人化角色。
趴趴熊的創造者末政ひかる曾表示：「這不只是可愛。有些不同的地方是 - （它們）有一副鬆弛而無力的模樣。」

## 名稱由來
「San-X」一名源自其早期寫作「XXX」的商標（「San」是日語「三」的讀音）。

## 角色列表
| 中文名稱       | 日文名稱               | 發表年月   | 備註 |
| -------------- | ---------------------- | ---------- | ---- |
| 趴趴熊         | たれぱんだ             | 1998年7月  |      |
| 烤焦麵包       | こげぱん               | 2000年7月  |      |
| 爆炸狗         | アフロ犬               | 2001年3月  |      |
| 拉拉熊         | リラックマ             | 2003年9月  |      |
| 黑白豬         | モノクロブー           | 2005年3月  |      |
| 掌上萌寶小海豹 | まめゴマ               | 2005年5月  |      |
| 靴下貓         | 靴下にゃんこ           | 2007年9月  |      |
| 深情馬戲團     | センチメンタルサーカス | 2010年9月  |      |
| 角落小夥伴     | すみっコぐらし         | 2012年9月  |      |
| 跳跳小雞       | チキップダンサーズ     | 2021年10月 |      |

## 外部連結
- 官方网站 （日語）
- 官方网站 （英文）
- RME san-x - RM Licensing（英文）